# Oxaeinae
Oxaeinae (лат.) — подсемейство пчёл из семейства подотряда стебельчатобрюхие отряда перепончатокрылые насекомые. Включает от 2 до 4 родов (в зависимости от статуса подродов) и около 20 видов.
Ранее рассматривались в статусе отдельного семейства Oxaeidae. Распространены в Северной и в Южной Америке от США до Аргентины.
Крупные пчёлы (13—26 мм), быстролетающие, с крупными глазами (у самцов особенно увеличенные, занимают всю боковую часть головы). Отличаются очень низким положением трёх простых глазков (оцеллий) на голове (почти рядом с местом прикрепления усиков), что не наблюдается ни у каких других крупных пчёл. Они располагаются почти на средней линии лба между сложными фасеточными глазами. Гнездятся в глубоких земляных гнёздах, в которых собирают провизию из пыльцы и нектара. Узкие полилекты, так как собирают пыльцу и нектар с узкой группы семейств растений, среди которых Fabaceae (Cassia), Solanaceae (Solanium) и Zygophyllaceae.
Первый представитель этой группы был описан из Бразилии в 1807 году Клюге (Klug, 1807), обратившим внимание на редукцию максиллярных щупиков (они отсутствуют у самцов Oxaea). В  отдельное подсемейство выделены в 1899 году (Oxaeinae Ashmead, 1899), в статусе отдельного семейства Oxaeidae впервые рассматривались Коккерелем (1933) и Поповым (1941).
- Подсемейство Oxaeinae

- Mesoxaea Hurd & Linsley, 1976 (или подрод в Protoxaea)
- Notoxaea Hurd & Linsley, 1976 (или подрод в Protoxaea)
- Oxaea Klug, 1807
- Protoxaea Cockerell & Porter, 1899